# Diplacanthopoma brunnea
Diplacanthopoma brunnea är en fiskart som beskrevs av Smith och Radcliffe, 1913. Diplacanthopoma brunnea ingår i släktet Diplacanthopoma och familjen Bythitidae. Inga underarter finns listade i Catalogue of Life.